# مسجد خلخالی
مسجد خلخالی مربوط به دوره قاجار است و در تبریز، بازارمسجد خلخالی واقع شده و این اثر در تاریخ ۷ مهر ۱۳۸۱ با شمارهٔ ثبت ۶۲۱۲ به‌عنوان یکی از آثار ملی ایران به ثبت رسیده‌است.